# Bedreiging van koraalriffen

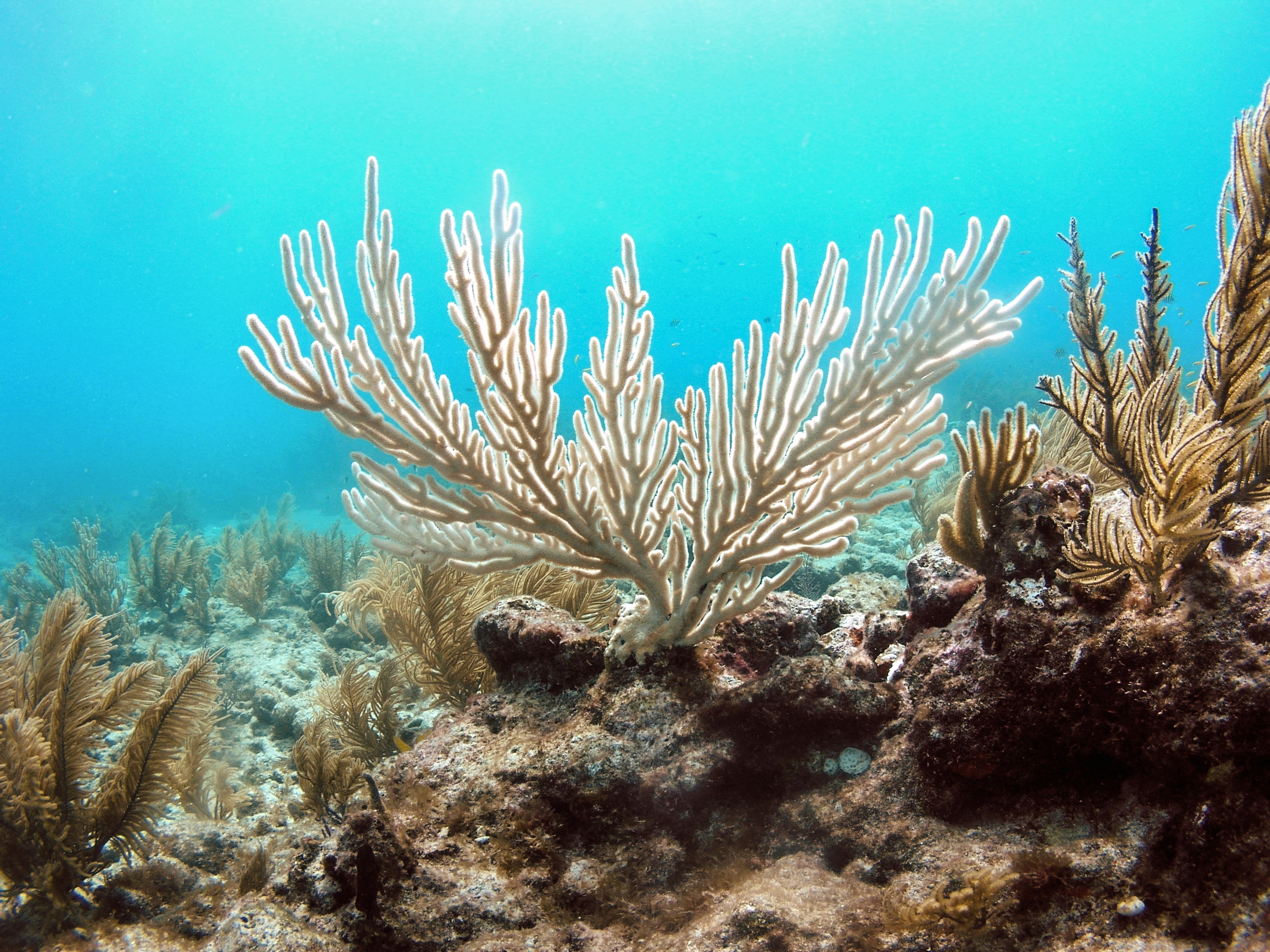
Een zachte koraalsoort (Eunicea flexuosa) die verbleekt is. Koraalverbleking is een wijdverspreid verschijnsel dat kan leiden tot massale koraalsterfte.

Wereldwijd worden koraalriffen ernstig bedreigd door zowel menselijk handelen als enkele natuurlijke ontwikkelingen. Vervuiling van zeewater, overbevissing, destructieve visserij, strandtoerisme en de opwarming en verzuring van de oceanen dragen bij aan een structurele sterfte van koraalriffen. Ook enkele natuurlijke ontwikkelingen zoals stormen, sedimentatie en predatie kunnen impact hebben. Aantasting van koraalriffen beperkt zich niet tot kustwateren, maar is een zeer wijdverspreid fenomeen dat uiteenlopende ecosystemen treft.
Geschat wordt dat in de loop van de 21e eeuw zeventig tot negentig procent van alle koraalriffen zullen verdwijnen of in ernstig gevaar zullen verkeren. De belangrijkste oorzaken hiervoor zijn verwarming van oceaanwater, oceaanverzuring en vervuiling: ontwikkelingen die geheel of gedeeltelijk uit menselijk handelen voortkomen. Rifaantasting is bijzonder sterk in Zuidoost-Azië, waar al meer dan 80% van de koralen in slechte staat verkeert of met uitsterven bedreigd wordt.

## Antropogene oorzaken

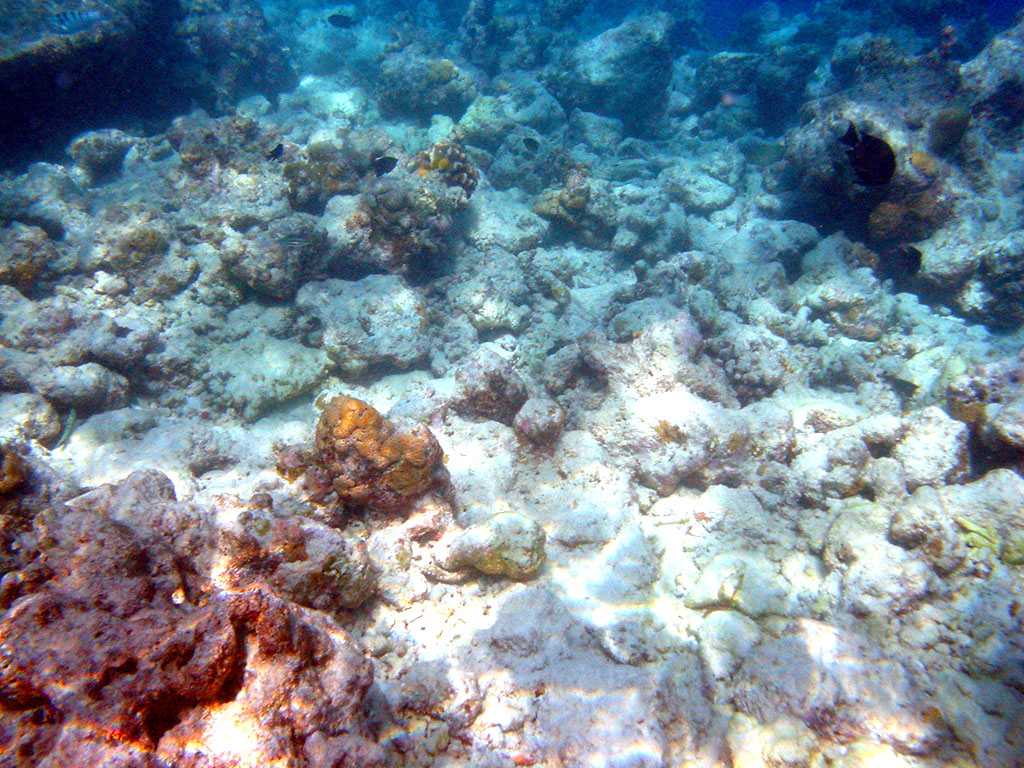
Koraalsterfte (rond de Maldiven) als gevolg van stijgende oceaantemperaturen.

De toename van oceaantemperatuur en veranderingen in oceaanchemie als gevolg van menselijk handelen zijn de belangrijkste oorzaken achter massale koraalsterfte. Vervuiling, overbevissing, destructieve visserijpraktijken met behulp van dynamiet of cyanide, het verzamelen van koraal voor de aquariummarkt en zandmijnbouw zijn enkele van de vele manieren waarop de mens op lokale of regionale schaal koraalriffen aantast.
Een van de belangrijkste bedreigingen voor riffen is vervuiling van zeewater. Stoffen die vrijkomen bij menselijke activiteiten als kustontwikkeling, landbouw, aanleg van riolering en ontbossing kunnen uitspoelen in kustwateren. Deze stoffen bevatten chemicaliën, insecticiden, olie en puin waartegen koralen niet bestand zijn. Als nutriëntrijke verontreinigende stoffen het water bereiken, kunnen ze bovendien zorgen voor een explosieve groei van algen en andere organismen (eutrofiëring), waardoor koralen worden verdreven.
Koraalriffen kunnen ook beschadigd raken door lekkende brandstoffen, loskomende antifouling en andere chemicaliën die in het zeewater terechtkomen. Lekkage van aardolie is vaak erg schadelijk voor de eitjes en de zaadcellen van bloemdieren. De aardolie is voor de koralen zelf meestal niet gevaarlijk, omdat de olie vaak alleen op het wateroppervlak blijft en veel ervan binnen enkele dagen in de atmosfeer verdampt.

## Belang en bescherming
Koraalriffen zijn zeer rijke reservoirs van biodiversiteit. Wanneer een koraal beschadigd raakt, zullen de levensgemeenschappen die ervan afhankelijk zijn uit balans raken. Rifaantasting kan uiteindelijk leiden tot een ontwrichting van het marine ecosysteem. Naast het ecologische belang leveren koraalriffen verschillende andere voordelen voor de mens (ecosysteemdiensten), zoals kustverdediging, ondersteuning van visserij en toerisme. Naar schatting zijn ongeveer 500 miljoen mensen voor hun inkomen afhankelijk van riffen. Koralen zijn bovendien een belangrijke bron van natuurproducten die gebruikt kunnen worden voor uiteenlopende doeleinden, zoals geneesmiddelenontwikkeling. 
Landen hebben verschillende strategieën ontwikkeld om riffen te beschermen. Meestal draait het om het introduceren van een actief beheer en betrokkenheid van de samenleving om de verschillende aspecten van rifaantasting te verminderen. Voorbeelden zijn het verminderen van zeewatervervuiling (bijvoorbeeld door uitspoeling van bestrijdingsmiddelen, meststoffen, chemicaliën en rioolwater), het verbieden van niet-duurzame koraaloogst, toezicht op destructieve visserijpraktijken en het coördineren van duurzaam ecotoerisme.